# Емма Стеббінс
Емма Стеббінс (1 вересня 1815 , Мангеттен, Нью-Йорк  — 25 жовтня 1882 , Мангеттен, Нью-Йорк ) — американська скульпторка та перша жінка, яка отримала публічне художнє замовлення в Нью-Йорку. Найбільше відома своєю роботою «Ангел вод» (1873) — центральною частиною фонтану Бетесда, розташованого на терасі Бетесда в Центральному парку Нью-Йорка.

## Життєпис

### Ранній життєпис
Емма Стеббінс народилася 1 вересня 1815 року в Нью-Йорку одніє із дев'яти дітей Джона Л. Стеббінса — багатого банкіра та його дружини Мері Ларгін. Сім'я заохочувала її інтерес до мистецтва.

### Життя в Римі
У 1856 році брат Емми, Генрі Г. Стеббінс, заохотив її поїхати до Риму, щоб розвинути свій творчий інтерес до скульптури. У травні того ж року Стеббінс, її молодша сестра Керолайн разом з матір'ю вирушили до Риму, де Емма і Керолайн залишилися надовше. Коли Керолайн вийшла заміж за американського художника Джона Ролліна Тілтона, у 1858 році Емму прийняла до членів товариство емігрантів Гарієт Госмер, також американська скульпторка.
Хосмер познайомила Емму Стеббінс з деякими своїми майбутніми вчителями, включаючи Джона Гібсона та Пола Акерса.
Однією з провідних жінок серед американських емігрантів у Римі була Шарлотта Кушман — відома на той час американська актриса. Після зустрічі зі Стеббінс Кушман особливо зацікавилася її творчістю та посіла чільне місце в її прихильності. Жінки з друзів швидко стали парою, і протягом року зустрічей вони обмінялися неофіційними обітницями та вважали себе одруженими.
Як вона робила для інших раніше, Кушман використовувала свій вплив, щоб допомогти отримати гарний гонорар для Емми Стеббінс. Роман Стеббінс та Кушман напружив їхні стосунки з Госмером, який колись був об'єктом прихильності та впливу Шарлотти Кушман.
У вересні 1857 року Стеббінс та Кушман повернулися до США, щоб навести лад у статках Кушман після того, як виявилося, що її бізнес-менеджер розкрадав кошти. Під час акторського туру Шарлотти Кушман Емма Стеббінс залишилася зі своєю родиною в Нью-Йорку. 6 липня Кушман дала свій останній виступ, і пара відпливла з Америки до Англії. Перед поверненням до Риму в листопаді 1858 року подружжя здійснило тур по країнах Європи.

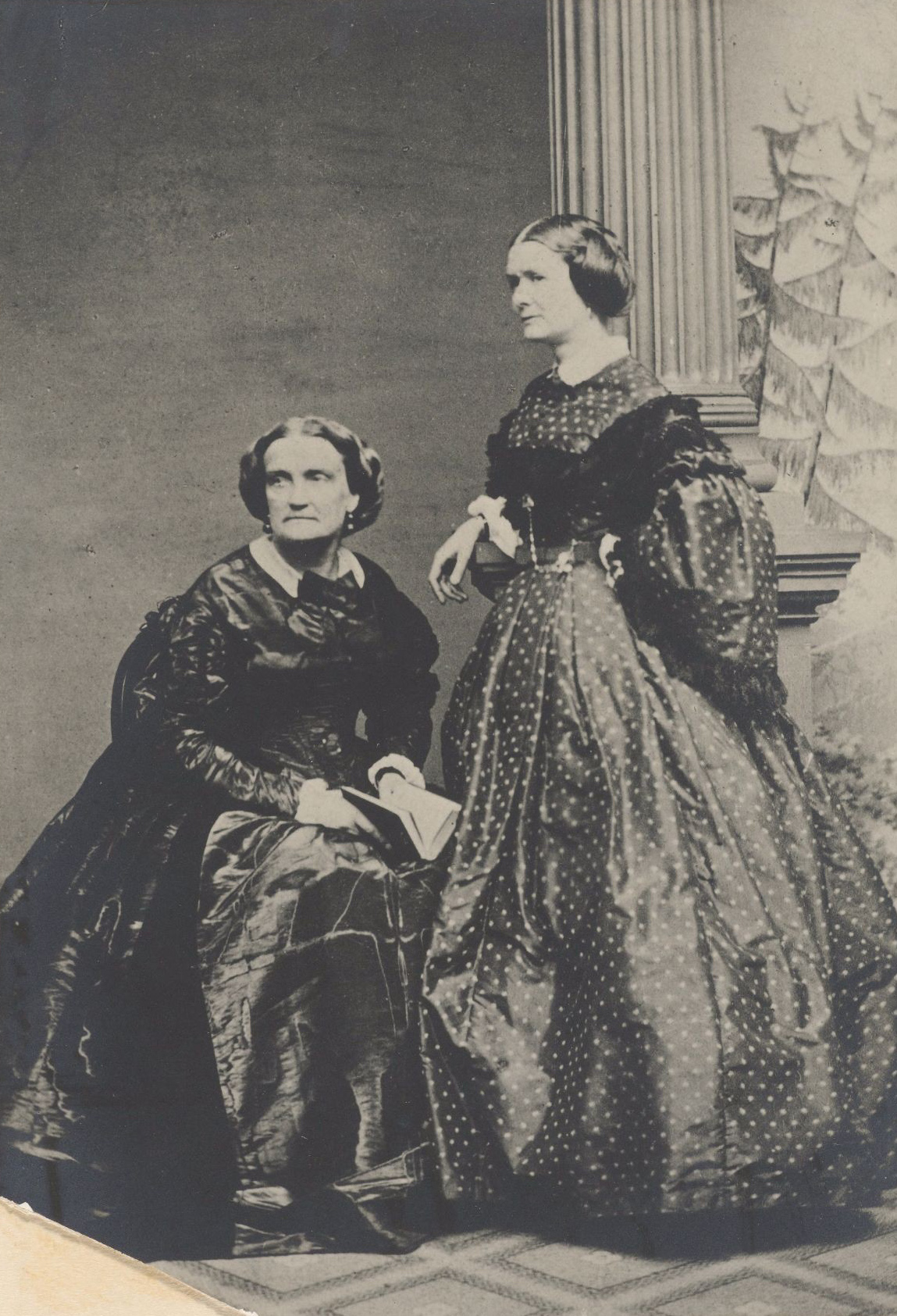
Шарлотта Кушман та Емма Стеббінс

### Пізні роки
Стеббінс та Кушман прожили разом 12 років, перш ніж повернутися до США після того, як у Шарлотти Кушман діагностували рак грудей. Стеббінс припинила заняття скульптурою, щоб доглядати за Кушман аж до її смерті в 1876 році.
Стеббінс провела майже решту свого життя, пишучи біографію Кушман «Шарлотта Кушман: її листи та спогади про її життя», і померла через 6 років 25 жовтня 1882 року від хвороби легенів на 68-му році життя. Її поховали на Грін-Вудському цвинтарі у Брукліні.

## Творчість
Емма Стеббінс був неокласичною скульпторкою, створивши за життя близько двох десятків невеликих мармурових статуй і дві публічні роботи з бронзи. На відміну від більшості своїх сучасників, Стеббінс любила виготовляти менші деталі, вирізьблюючи їх самостійно.
У 1842 році деякі роботи Стеббінс були представлені в Національній академії дизайну в Нью-Йорку. Її також висунули в асоційовані члени групи, яка була відкрита для любителів. Однак обрання Емми Стеббінс було зрештою анульовано через невизначене порушення процедури. Її ім'я ніколи не було подано повторно.
У 1847 році Стеббінс подала олійні копії для демонстрації в Пенсільванській академії витончених мистецтв.
Поки Стеббінс жила в Римі, вона завершила ряд статуй, у тому числі «Пожирач лотоса» (1857—1860), яку замовив британський скульптор Джон Гібсон, а також «Промисловість» (1859) та «Комерція» (1859), які були замовлені Чарльзом Хекшером. Промисловість і торгівля були представлені в галереї Goupil &amp; Cie в Нью-Йорку в 1860 році.
У 1860 році Емма Стеббінс також завершила бюст Шарлотти Кушман — своєї партнерки протягом усього життя. Пізніше в житті бюст був популярним запитом на копію.
У 1860-х роках Стеббінс завершила Договір Генрі Гудзона з індіанцями (1860), Сандалфоном (1861), Сатаною (1862) і Христофором Колумбом (1867). Христофор Колумб був єдиним витвором мармуру в натуральну величину, створеним Стеббінсом.

### Горацій Манн (1865)
Наприкінці 1861 року Еммі Стеббінс було доручено завершити бронзову статую Горація Манна. Твір мав бути встановлений перед Державним будинком у Бостоні. Уродженка Бостона Шарлотта Кушман занадто зацікавилася цим проєктом і, як вважають, використовувала свої зв'язки, щоб сприяти обранню для автора замовлення саме Емму Стеббінс.

### Ангел вод (1873)
Стеббінс найбільше відома своїм Ангелом вод, який стоїть на вершині фонтану Бетесда. Навколо проєкту також ходили численні чутки про кумівство, оскільки брат Стеббінс був головою Комітету зі скульптур, фонтанів і архітектурних споруд Центрального парку. Багато хто вважає, що він вплинув на рішення комітету, щоб надати саме його сестрі замовлення.
Стеббінс була натхненна біблійною історією, в якій ангел наділяє води Віфезди цілющою силою. Це було відсиланням на Кротонський акведук, яким транспортувалася прісна вода в місто, починаючи з 1842 року.

## Спадщина

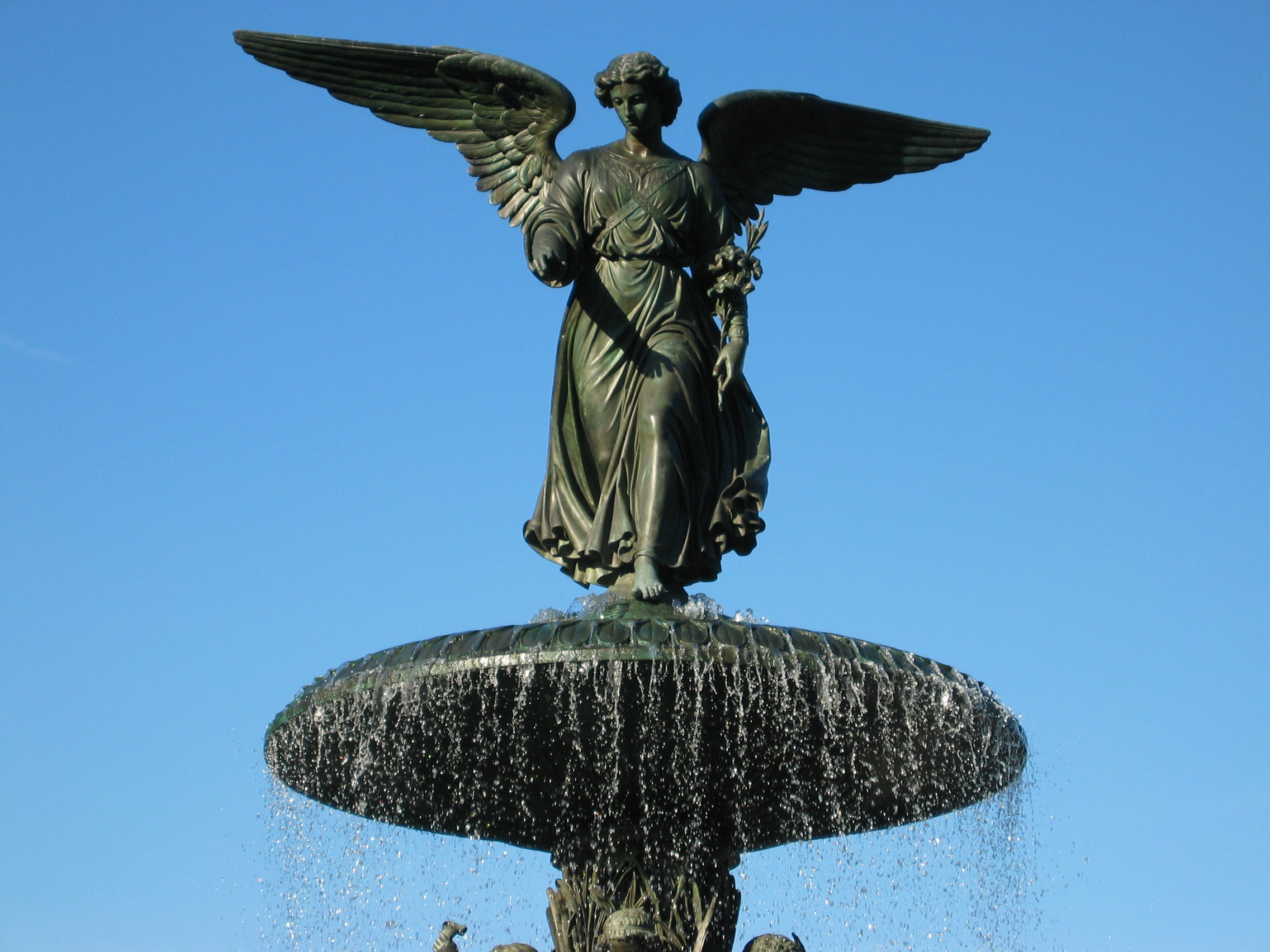
Ангел вод (1873) Емми Стеббінс

Більшість інформації про життя та діяльність Емми Стеббінс, походить від її сестри, Мері Стеббінс Гарленд. Після смерті Емми саме Гарленд задокументувала роботи своєї сестри в альбомі для записок і дописала неопубліковану біографію «Записки про художнє життя Емми Стеббінс». Альбом містив кілька фотографій робіт Стеббінс в хронологічному порядку, а також світлини із самою Еммою Стеббінс та тих, хто її заохочував, наприклад, Шарлотти Кушман та їх брата Генрі Стеббінса.
Angel of the Waters також було знято в багатьох нью-йоркських фільмах, таких як Ангели в Америці (1991), Сам удома 2 (1992), Ельф (2003) та Зачарована (2007).
У червні 2019 року The New York Times написала некролог для Емми Стеббінс у рамках серії «Не помічені». Додано некролог Стеббінс як члена ЛГБТК-спільноти.

## Галерея

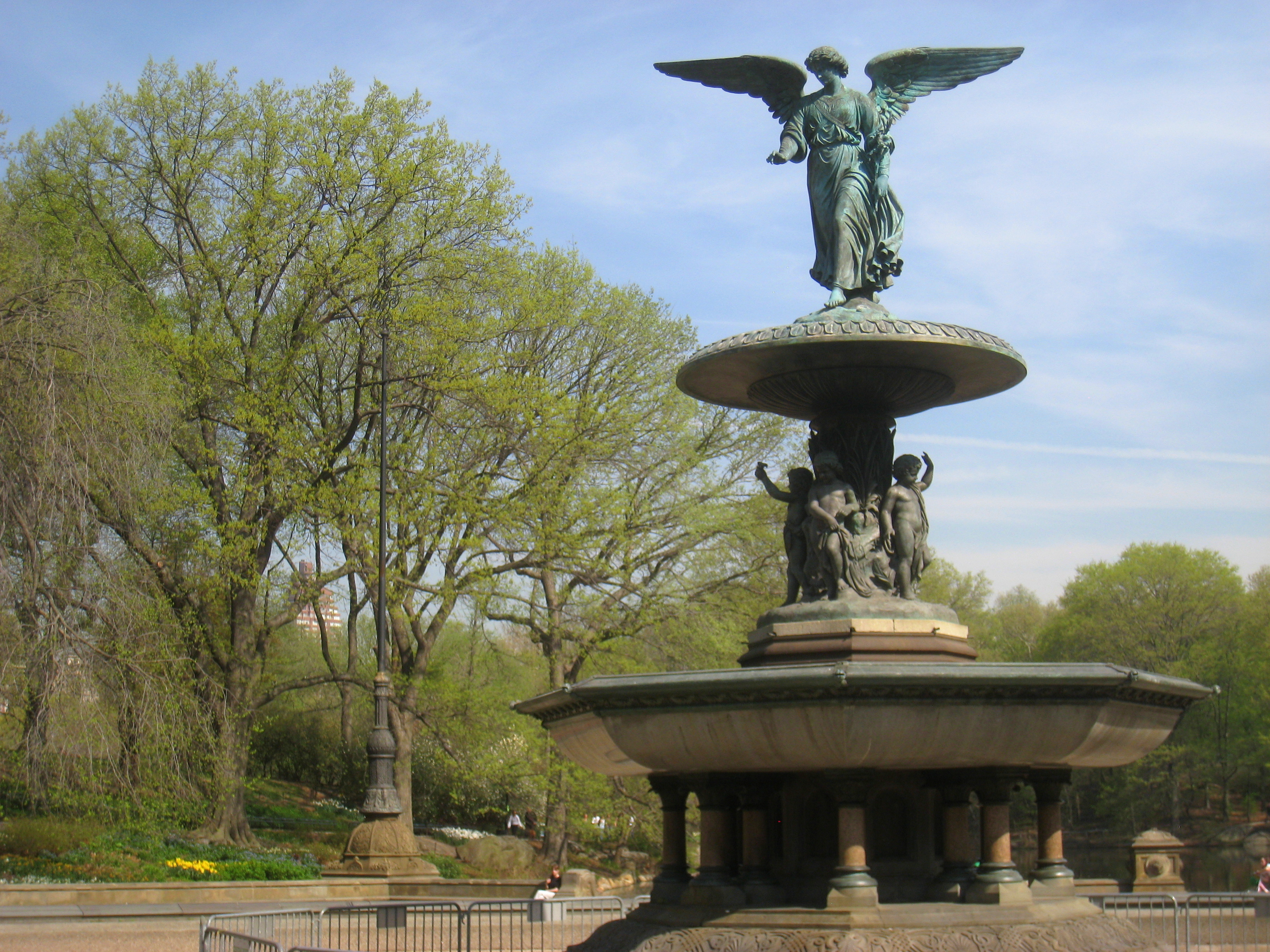
Ангел вод (1873) в Центральному парку Нью-Йорка.
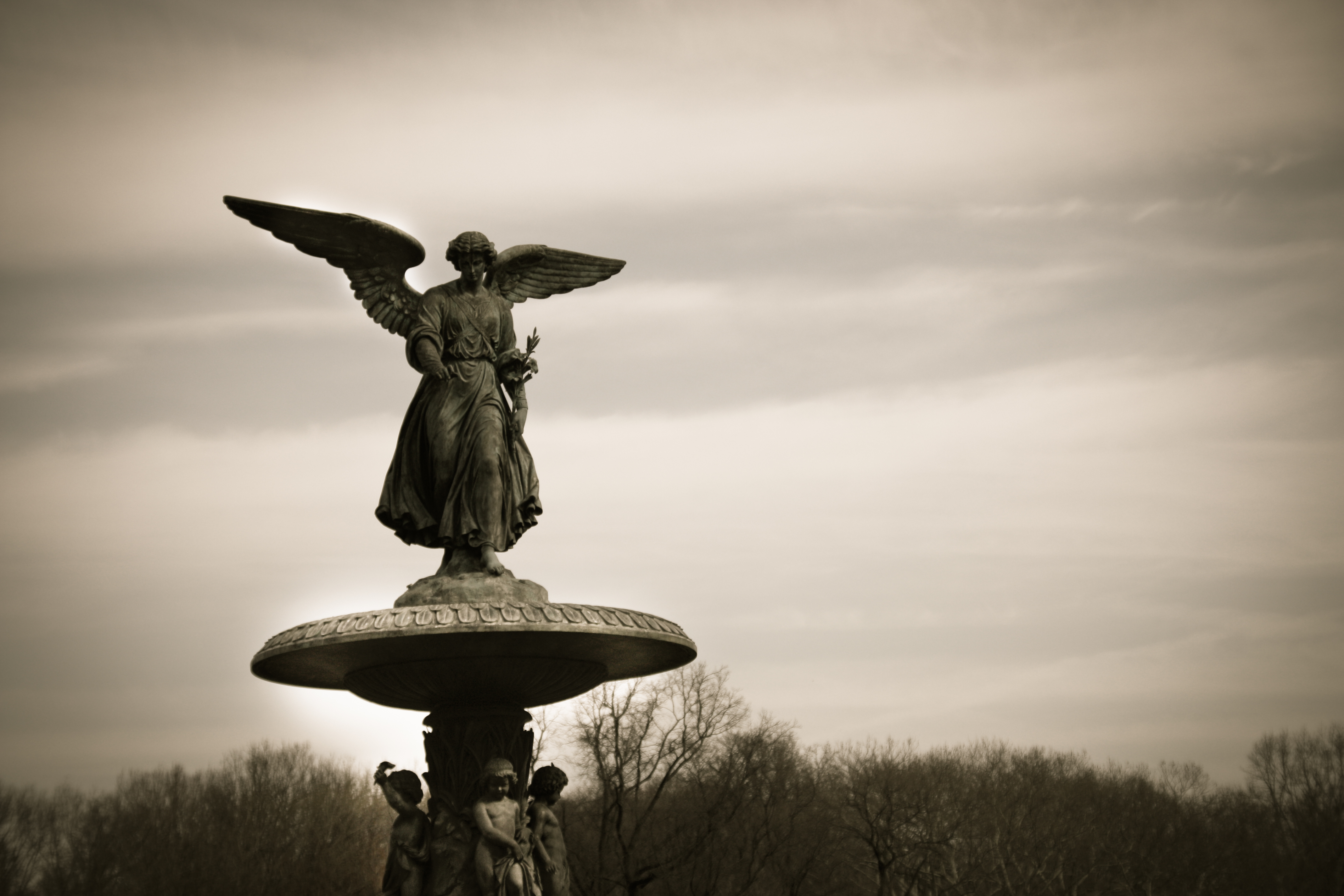
«Ангел вод» у фонтані Бетесда
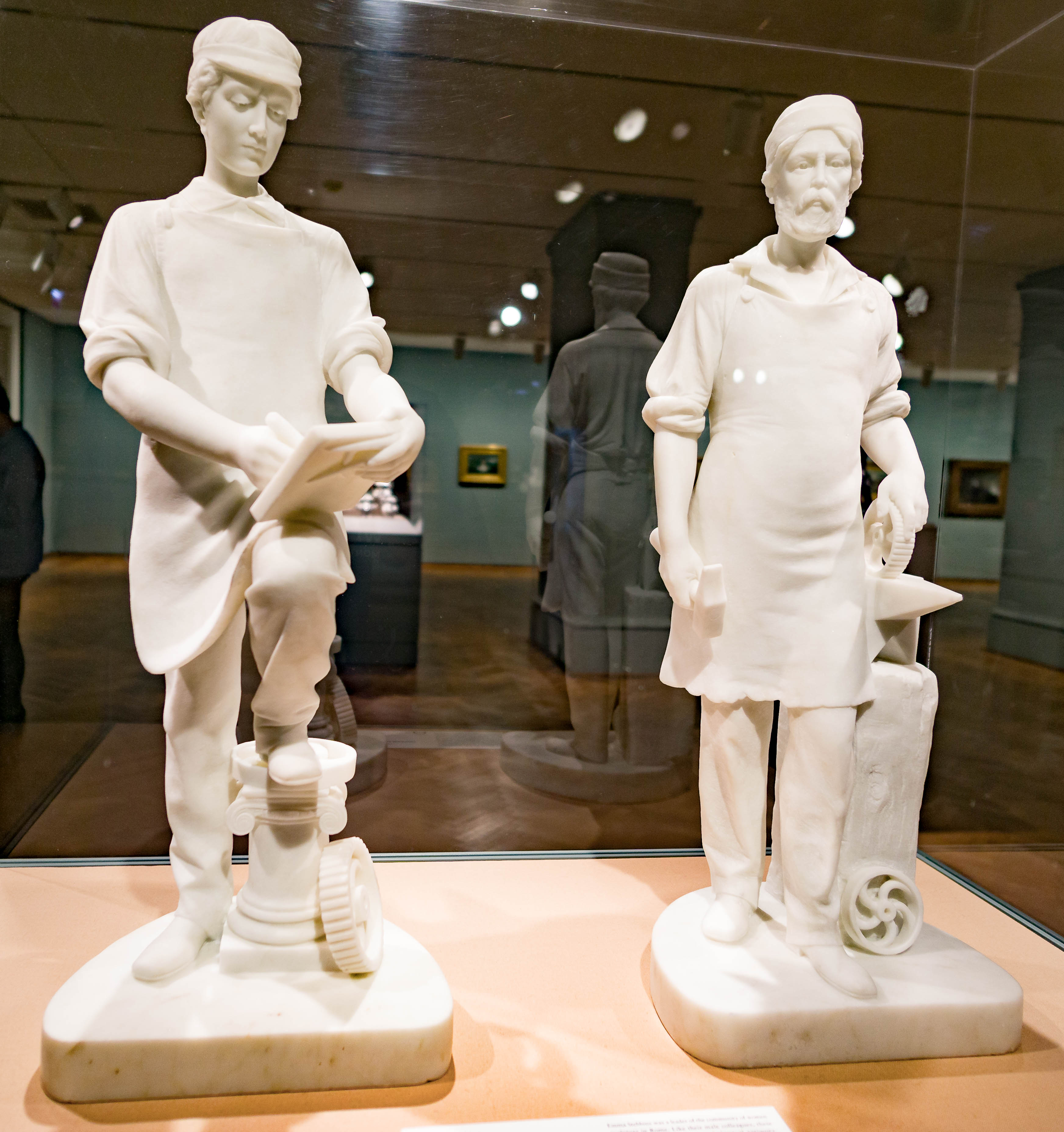
Промисловість (1859)» та «Комерція (1859)
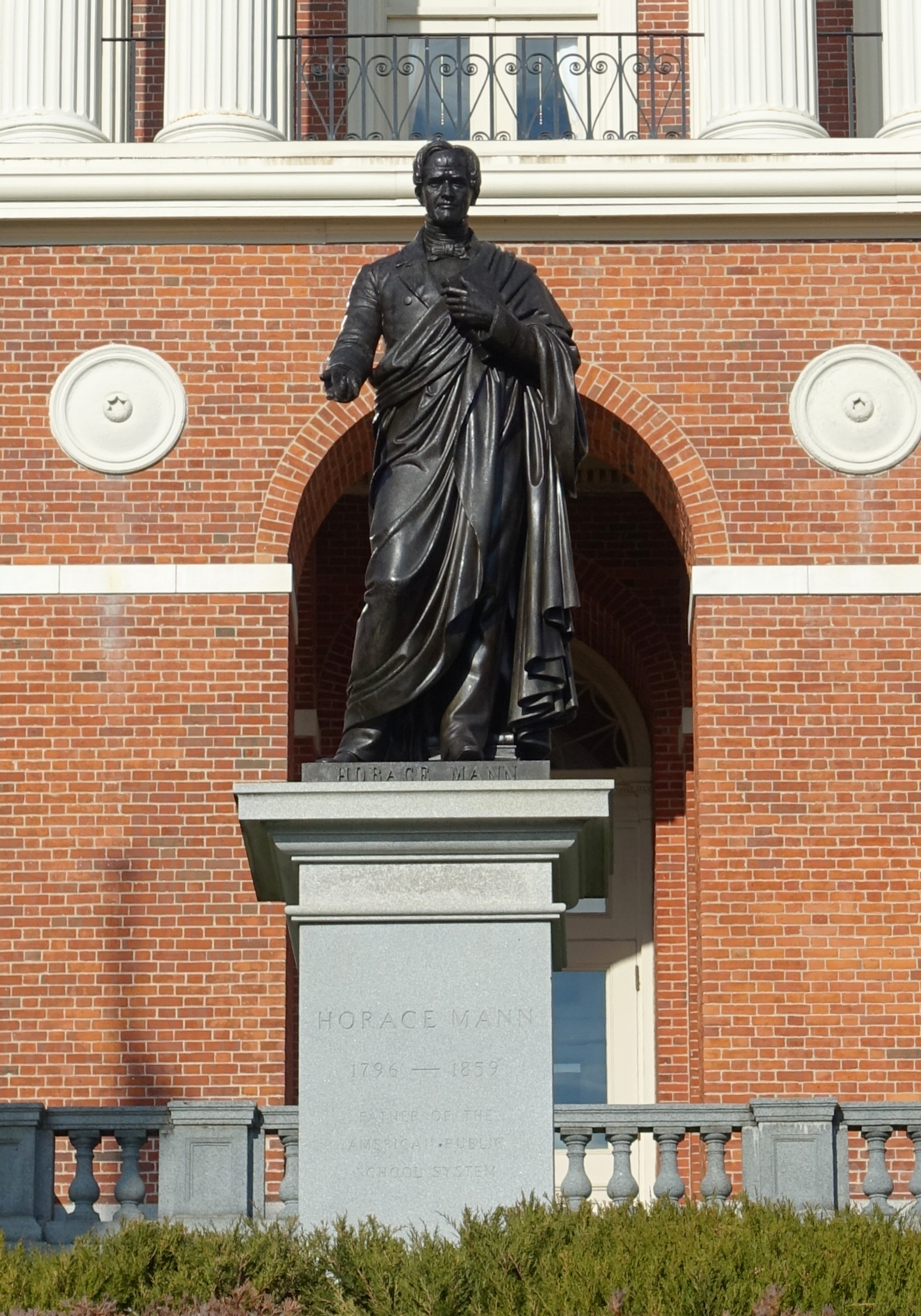
Статуя «Горацій Манн (1865)» біля Капітолію штату Массачусетс.
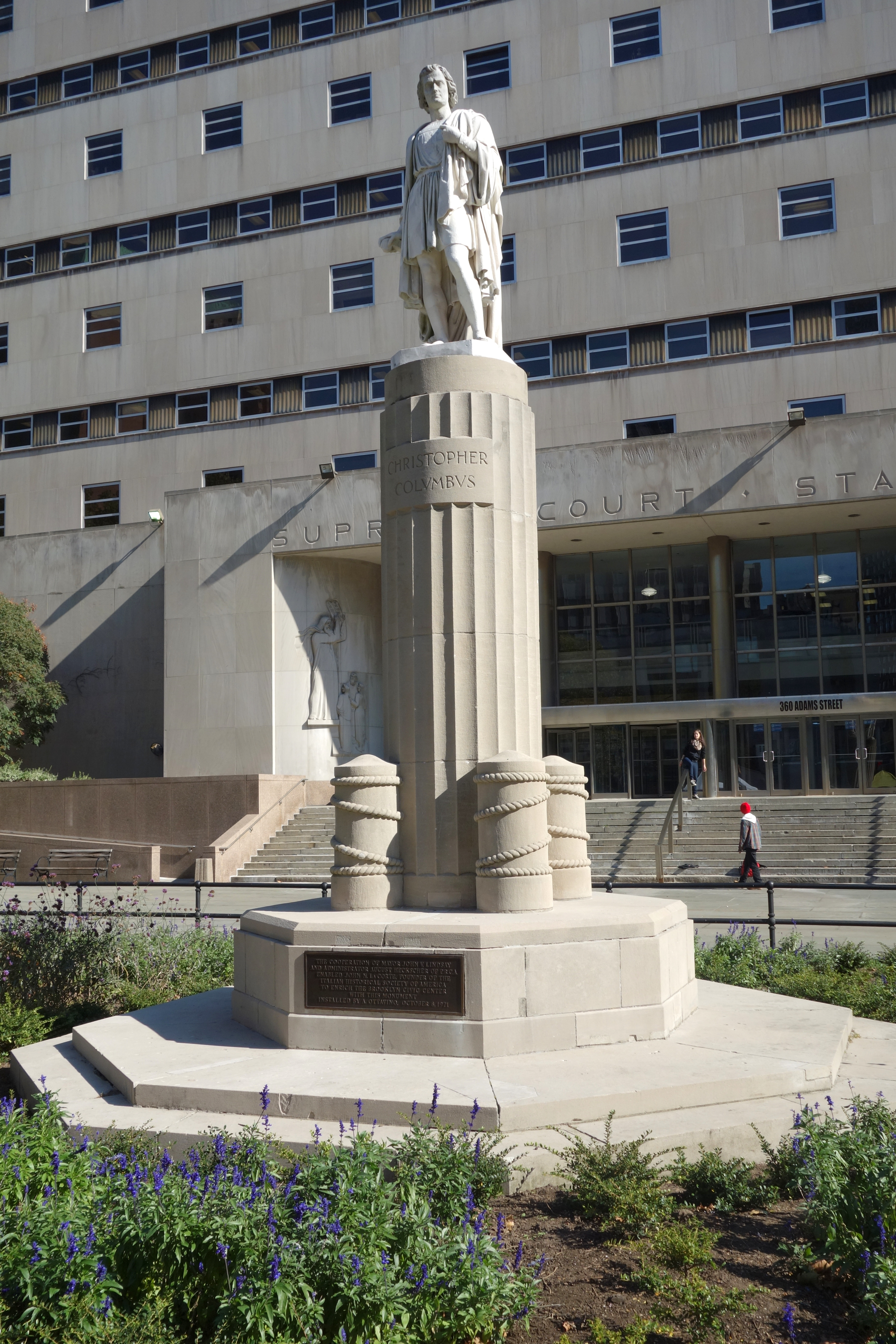
Скульптура Христофора Колумба (1867) на постаменті
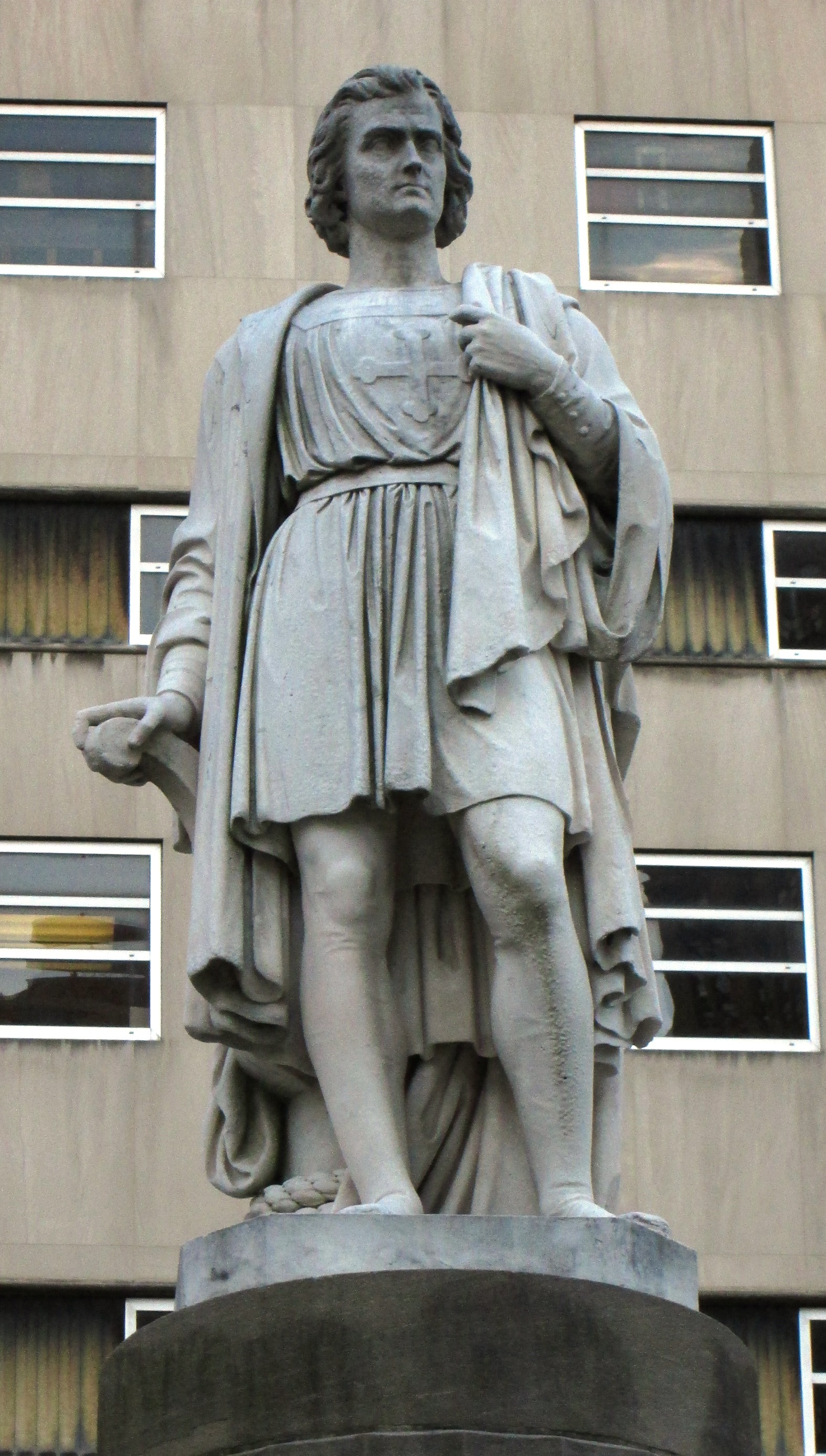
Христофор Колумб (1867)